# 富田 (青森市)
富田（とみた）は青森市の地名。富田一丁目から富田五丁目までが設置されている。郵便番号038-0004。

## 地理
青森市市街地西部に位置する。沖館川、新城川、JR津軽線に囲まれている。北で新田、東で沖館、南東で篠田、南で千刈・切島・三内・橋梁上の一点で千刈、南西で石江、北西で油川と接する。沖舘地区の一部として扱われることが多い。

### 河川
- 新城川
- 沖館川

## 歴史
かつては、青森市大字石江字富田であった。富田の西部には、通称「相野」と呼ばれる地区がある。
- 1998年(平成10年)11月24日 - 青森市の相野地区住居表示の実施に伴い、富田一～五丁目が置かれた[3]。

| 富田一丁目 | 石江字富田、沖館字篠田、沖館字小浜、西滝字切島の各一部 |
| 富田二丁目 | 石江字富田、石江字三好、西滝字切島の各一部             |
| 富田三丁目 | 石江字富田、石江字三好、新田字扇田の各一部             |
| 富田四丁目 | 新田字扇田、石江字富田、油川字岡田の各一部             |
| 富田五丁目 | 石江字富田、新田字扇田、沖館字小浜の各一部             |

## 施設等
- 雇用促進住宅相野宿舎
- 青森県民生協コスモス館
- さとちょう青森富田店

（旧、フレッシュフードマーケットルミエール 青森富田店）